# ハル・アベルソン
ハロルド（ハル）・アベルソン（英語: Harold (Hal) Abelson、1947年4月26日 - ）とはマサチューセッツ工科大学(MIT)の電気工学・コンピュータ科学科教授、IEEEフェロー、クリエイティブ・コモンズとフリーソフトウェア財団両方の創設事務局長である。
アベルソンはプリンストン大学で文学士 (Bachelor of Arts) を、MITでは数学者のデニス・サリヴァンによる指導の下、数学のPh.D.学位を取得した。1992年、学部教育などへの重要かつ持続的な貢献が認められ、MITのMacVicar Faculty Fellowsにおける6人の1人として就任した。同年にはBose Award (MIT's School of Engineering teaching award)を、1995年計算機科学入門教育への継続的貢献が讃えられIEEE Computer SocietyよりTaylor L. Booth Education Awardを、2012年に計算機科学教育への顕著な貢献が讃えられACM SIGCSE Awardを受賞した。

## 活動
教育において概念的枠組みとして計算を用いることに長年関心を寄せており、1981年に販売開始された言語に幅広く対応させたパーソナルコンピュータであるApple IIにLOGOを初めて実装させ、1982年にLOGOを扱った書籍を出版し幅広く販売された。1981年にアンドレア・ディセッサとの共著として出版した「Turtle Geometry」では「教育・学習プロセス全体における革命的変化の第一歩」とジオメトリに対する計算的アプローチを提唱した。
ジェラルド・ジェイ・サスマンと共に著したMITの計算機科学入門書「計算機プログラムの構造と解釈」はコンピュータ言語は操作を実行させるためだけにコンピュータを得る方法ではなく主に方法論についてのアイデアを表現した正式な媒体であるという概念を中心に説いた内容になっている。この書籍では同名の教科書、アベルソンらによる講義のビデオテープ、LISPの方言であるSchemeを使ったパーソナルコンピュータ（コースの教育で使用）を通して世界中の大学での計算機科学教育に影響を与えた。
アベルソンとサスマンは自由ソフトウェア運動にとって無くてならない人物してフリーソフトウェア財団の取締役を務めている。財団設立前は自由ソフトウェアであるMIT/GNU Schemeをリリースした。
またアベルソンとサスマンはMIT Project on Mathematics and ComputationというMIT Computer Science and Artificial Intelligence Laboratory（かつてAI LabとLCSとのジョイントプロジェクトとしてCSAILを構成していた）のプロジェクトで共同監督として協力していた。このプロジェクトの目標は科学者や技術者にとってもっと良い計算ツールを製作することだったが、しかし強力な数値計算コンピュータや複雑な物理システムの探索でシミュレーションを準備し数値結果を解析するには未だに人間による努力と判断がかなり必要とされていた。アベルソンとサスマンは自身の学生と共に数値計算コンピューティングや記号代数学やヒューリスティクスプログラミングによる手法を組み合わせることで大規模な数値計算を行うだけでないプログラムを開発しようとしたが、そのプログラムは定性的性質でこれらの計算を解釈したり結果を「論じて」いた。このようなプログラムは高レベルな動作記述で物理システムの監視を行う聡明な科学機器の基礎を作り出すことができた。より一般的に彼らは自主的に複雑な物理システムを探れることで将来の科学や技術において重要な役割を果たす新世代の計算ツールを牽引できた。同時期、これらのプログラムには科学や技術を教育するためにより良い方法の基礎を生み出せる科学的知識の計算公式が組み込まれた。
アベルソンはアンドリュー・ホワン著「Hacking the Xbox」の出版やキース・ウィンスタインがPerlで作成した7行のDeCSSスクリプト（Qrpffとして知られる）やMITの学内音楽配信システムであるLAMPに関わったことで知られている。MIT OpenCourseWareプロジェクトもアベルソンとMIT Facultyが先頭に立って進められた。
2008年春、アベルソンはMIT (6.081)にて初めて「モバイルアプリケーションの構築」という授業を始めた。授業初回ではAndroidのみが使用され、幾つかのクラスプロジェクトがAndroid Developing Challengeで受賞した。後の授業ではノキアやWindows Mobileといった他のプラットフォームも使用されるようになった。この授業はプログラミングだけでなくプレゼンテーション能力も重視されている。
アベルソンはGoogleの客員教職員としてプログラミング経験無しでモバイルアプリケーションを容易に作成することや「入門コンピューティングの本質を変えられるか探索すること」を目的にする教育用プログラム「App Inventor for Android」チームの一員になった。2011年にデビッド・ウォルバー、エレン・スパータス、リズ・ルーニーとの共著で書籍「App Inventor」をオライリー・メディアより出版した。

### 著作
- ジェラルド・ジェイ・サスマン、ジュリー・サスマンとの共著. Structure and Interpretation of Computer Programs. Cambridge, Mass: MIT Press, Second Edition 1996.  (ISBN 0-262-51087-1)
- アンドレア・ディセッサとの共著. Turtle Geometry: The Computer As a Medium for Exploring Mathematics. Cambridge, Mass: MIT Press, 1981.  ISBN 978-0-262-01063-4
- ハリー・R・ルイスとの共著.  Blown to Bits: Your Life, Liberty, and Happiness After the Digital Explosion,  Upper Saddle River, NJ: Addison-Wesley, 2008.  ISBN 978-0-13-713559-2